# Giovanni Battista Cairati
Giovanni Battista Cairati, também conhecido pelo nome aportuguesado de João Baptista Cairato ou Carrato (Cairate, 15?? - Goa, 1596) foi um arquiteto militar milanês. Exerceu o cargo de Engenheiro-mor no Estado Português da Índia.

## Biografia
Oriundo da pequena vila de Cairate, na Lombardia, trabalhou cerca de 1560 a serviço da Ordem de São João de Jerusalém nas fortificações de Malta e Sardenha. De volta a Milão, foi nomeado engenheiro da cidade, realizando e fiscalizando obras de fortificação na região nas décadas de 1560 e 1570.
Em 1577, no contexto da Dinastia Filipina, entrou ao serviço de Filipe II de Espanha (Filipe I de Portugal). Após alguns trabalhos em Tânger, Portugal e Açores, em 1583 foi nomeado Engenheiro-mor da Índia. Nesta qualidade, trabalhou nas fortificações de lugares tão distintos na África Oriental e Índia como Malaca, Manar, Ormuz, Mascate, Damão, Baçaim e Mombaça.
Faleceu em 1596, em Goa, enquanto esperava a chegada de seu sucessor no cargo de engenheiro mor da Índia, Júlio Simão.

## Obra

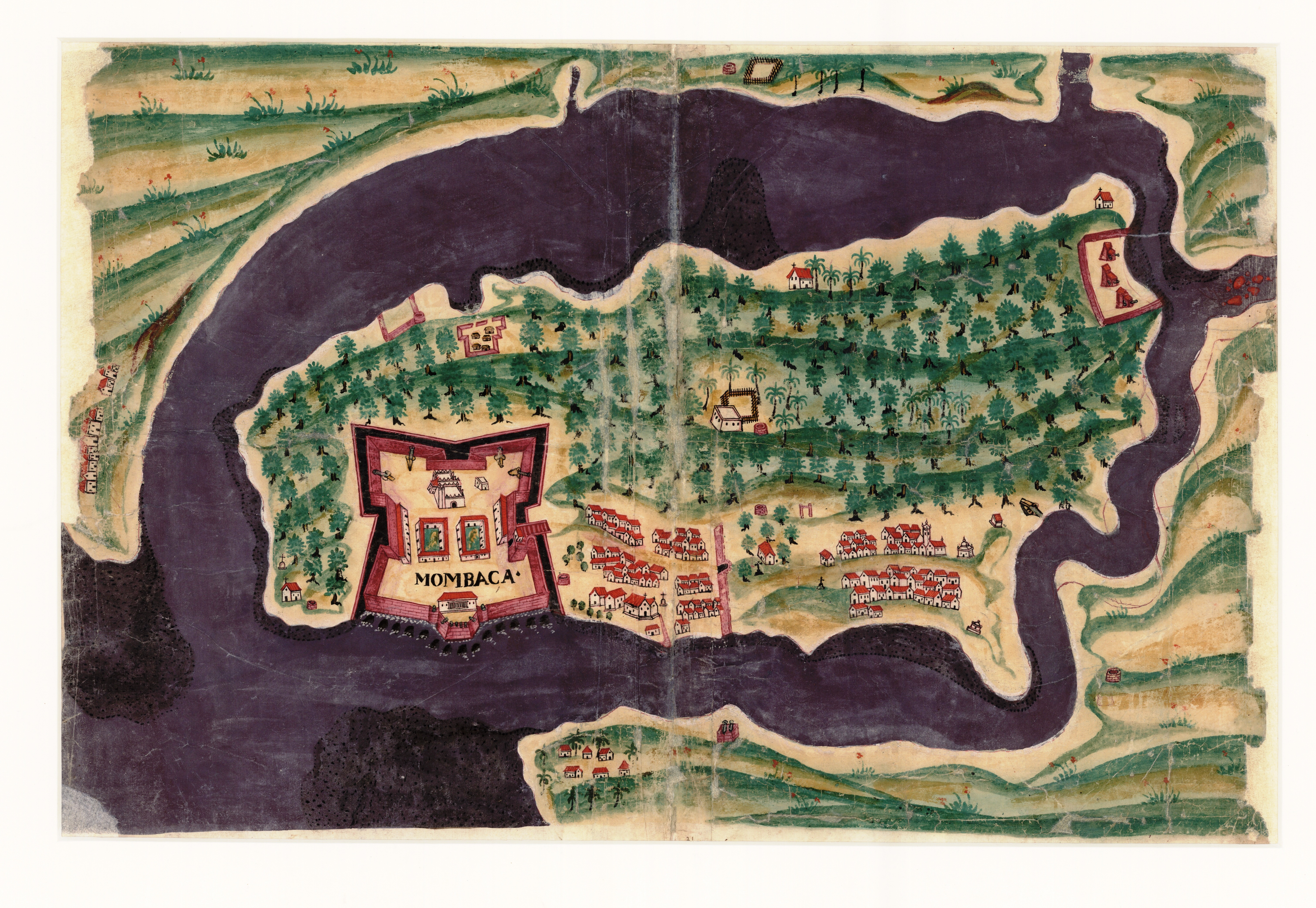
Plano de Mombaça ("Livro das Plantas de Todas as Fortalezas", 1635).

Nas praças do oceano Índico, foi o responsável pela introdução dos tratados renascentistas então em voga na Europa, levando a que, em cerca de meio século, todas essas fortificações fossem remodeladas. Praças-fortes como as de Damão e Baçaim a partir de 1589 passam a apresentar uma fortificação regular com baluartes, com uma malha urbana ortogonal definida por uma praça central. A sua ação estendeu-se ainda a praças como a Fortaleza de Malaca (1590), de elevada importância estratégica como porto de ligação com o Extremo Oriente. As melhorias projetadas para Malaca não chegaram a ser realizadas integralmente, mas estão preservadas num desenho de Manuel Godinho de Erédia datado de 1604.
Cairato trabalhou também em projetos de arquitectura civil e religiosa. Numa carta datada de 1586, o jesuíta Alexandre Valignano informa que desenhou a Casa Professa, residência da Companhia de Jesus em Goa, com a assistência do engenheiro mor, numa clara referência a Cairato.
Cerca de 1593, desenhou o Forte Jesus de Mombaça na África Oriental (atual Quénia), com a forma de um polígono quadrangular regular com baluartes. A planta do forte, construído entre 1593 e 1596, assemelha-se a um corpo humano, inspirando-se em projetos arquitectónicos renascentistas italianos Cairato aparentemente não esteve em Mombaça, mas enviou o projeto para o mestre de obras local, Gaspar Rodrigues. O Forte de Mombaça é a última obra conhecida de Cairato.

## Projetos
- Forte Jesus de Mombaça (1593)
- Fortaleza de Mascate
- Fortaleza de São Sebastião de Baçaim
- Forte de Nossa Senhora da Conceição de Ormuz
- Fortaleza de Malaca